# Court Whigs
Court Whigs ("wigowie dworu") – tak tradycyjnie w XVII i XVIII wieku nazywano tych posłów partii wigów, którzy utożsamiali się z polityką gabinetu, w odróżnieniu od opozycyjnych Country Whigs.